# Els Nostres Clàssics

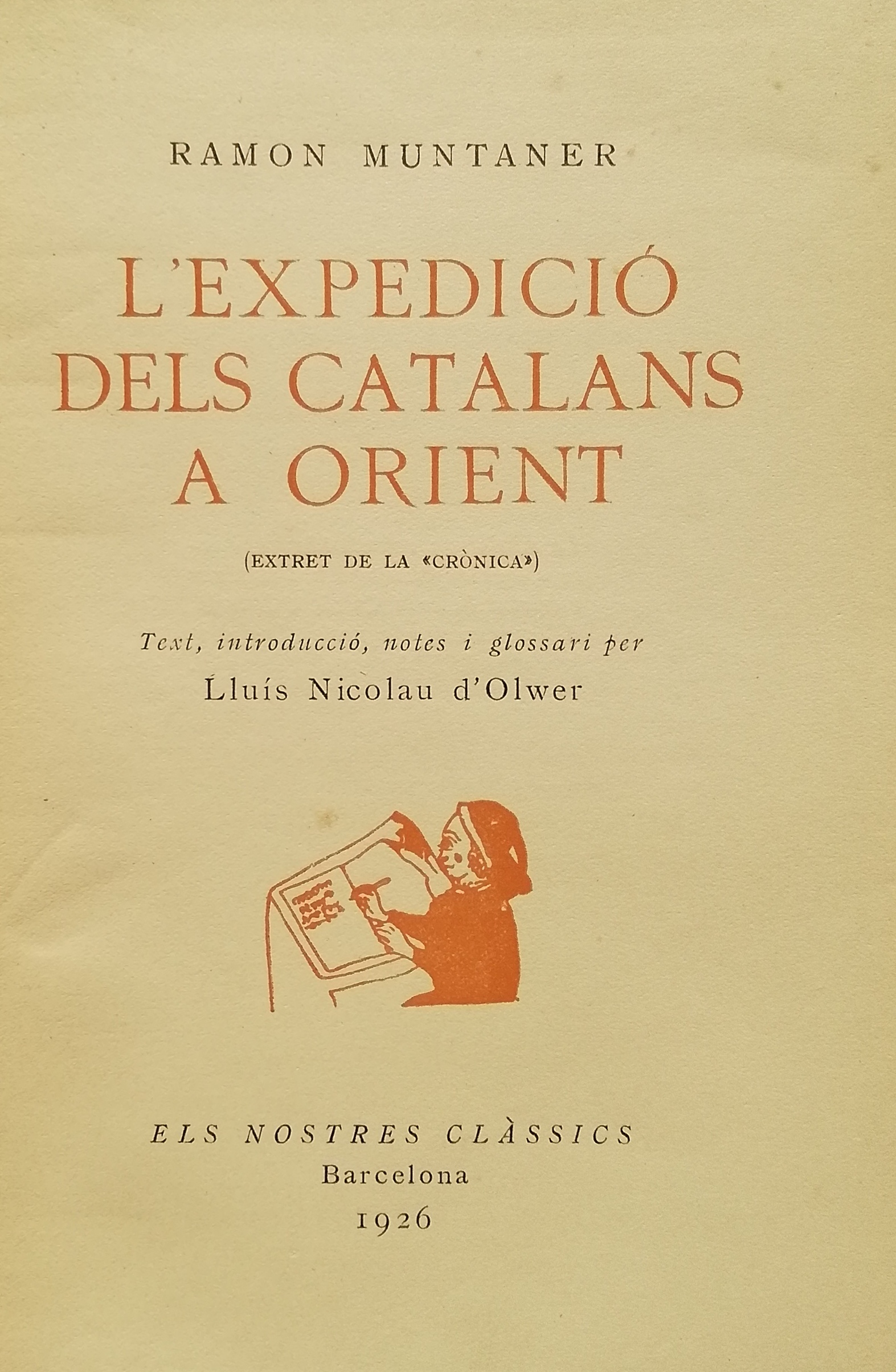
Episodi de la cèlebre Crònica de Ramon Muntaner escrita cap a l'any 1328. Editada l'any 1926 per Els Nostres Clàssics

Els Nostres Clàssics és una col·lecció de llibres iniciada el 1924 a Barcelona per l'editorial Barcino, la primera que va crear amb la idea de donar a conèixer els clàssics catalans medievals, fins al segle xvi, al públic general. Posteriorment, l'àmbit cronològic d'aquesta col·lecció va ser ampliada i actualment inclou també autors moderns fins a començaments de segle xix.
Va ser creada sota la direcció de Josep Maria de Casacuberta, que la va dirigir fins a la seva mort el 1985, amb el propòsit de posar a l'abast del públic una selecció de la literatura catalana anterior al segle xvi, que va tenir un notable èxit i durant el primer any s'hi van subscriure moltes persones d'arreu de Catalunya, País Valencià i Illes Balears. La primera obra que es va publicar va ser Lo Somni de Bernat Metge. La finalitat de divulgació va romandre fins a 1930, quan es va decidir publicar aquestes obres senceres i sense modificar l'ortografia, amb la idea d'aplegar-les totes les obres dels escriptors catalans medievals en una única col·lecció, a més de convertir-les en edicions crítiques, erudites i de màxim rigor filològic.
Fins al 1935 en van aparèixer 42 números, impresos pulcrament i acurats pels millors especialistes. Durant la Guerra Civil Espanyola es va interrompre l'edició i no es va reprendre fins al 1946, amb un ritme lent però amb un gran valor erudit. El 1987 arribà als 123 volums, que comprenen tant obres originals en català com traduccions.
El 1997 va rebre la Creu de Sant Jordi.

## Alguns dels llibres de la Col·lecció

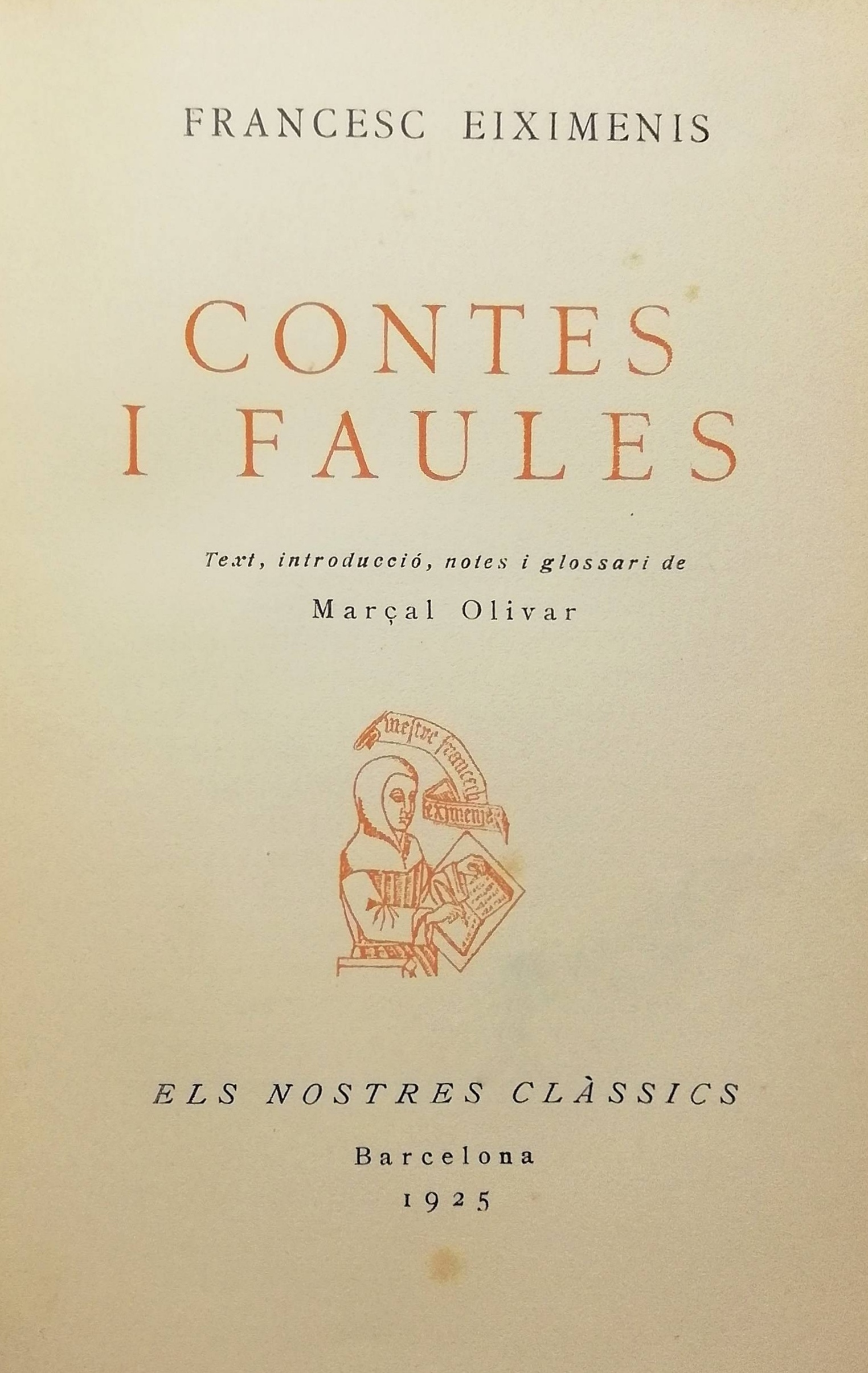
Recull de contes i faules de Francesc Eiximenis escrites al segle XIV i editades l'any 1925 per Els Nostres Clàssics

- Recull de contes i faules de Francesc Eiximenis escrites al segle XIV i editades l'any 1925 per Els Nostres Clàssics Bernat Metge Lo somni, editat el 1925
- Ramon Muntaner L'Expedició dels catalans a orient, editat 1926
- Josep Maria Capdevila Les cent millors poesis líriques de la llengua catalana, editat el 1925[4]
- Giovanni Boccaccio El Decameró I i II editat el 1926 i 1928
- Jordi de Sant Jordi Poesies, editat el 2005
- Joan de Gal·les Breviloqui, editat el 1930
- Ramon Llull Llibre de les meravelles del món I-IV. Llibre de evast e blanquerna, editat el 1935
- Girolamo Manfredi Quesits o perquens
- Scipió e Aníbal - De Providència (Sèneca) - De arra de ànima. Versions d'Antoni Canals. Editat el 1935
- Arnau de Vilanova Obres catalanes
- Sant Gregori Magne Diàlegs
- Sant Vicent Ferrer Sermons
- Epistolari de Pere III
- Epistolari del segle XV. Recull de lletres privades. Editat l'any 1926
- Felip de Malla Correspondència poètica
- Francesc Eiximenis Cercapou I i II, editat el 1957, Doctrina compendiosa, i Contes i Faules, editat el 1925
- El llibre dels fets del rei en Jaume
- Libre de feyts d'armes de Catalunya. Bernat Boades. Tres volums dels anys 1930, 1934 i 1935
- Arnau de Lieja Recull d'exemples i miracles ordenat per alfabet
- Anònim Bestiaris I i II, editat el 1963
- Francesc Moner Obres Catalanes, editat el 1970
- Joanot Martorell Tirant lo Blanc, editat el 1926